# Nannochloropsis
A Nannochloropsis a sárgásmoszatok (Stramenopila) törzsének egyik nemzetsége.

## Tudnivalók
A Nannochloropsis 6 fajból álló algacsoport. A nemzetséget először 1981-ben Hibberd rendszerezte és írta le. A Nannochloropsis-fajok főleg a tengerekben élnek, de az édes- és brakkvízekben is megtalálhatók. Mindegyik faj apró, mozgásképtelen gömböcske. Nincs különleges alakjuk, és nem különböztethetők meg egymástól sem fénymikroszkóppal, sem elektronmikroszkóppal. A fajok közti megkülönböztetéshez a rbcL- és 18S rDNS-szekvenciák vizsgálata kell. A többi mikroalgától abban különbözik, hogy nem tartalmaz klorofill b- és c-t. A nem tagjai nagy számú és mennyiségű pigmentet képesek előállítani, köztük astaxantint, zeaxantint és kantaxantint. Ezeknek az algáknak igen egyszerű a felépítése, és nagyon hasonlítanak a rokon fajokra. Egy példány 2 mikrométer hosszúságú. A Nannochloropsis-fajokat iparilag is lehet hasznosítani, mivel igen nagy mennyiségű telített zsírsavat képes felhalmozni. Manapság halivadékok és kerekesférgek (Rotifera) táplálásához használják fel. A bioüzemanyagok előállításához is hasznos lenne. A spanyolországi Cádiz városban az „A Poniente” nevű vendéglő Nannochloropsis gaditanából készült ételeket szolgál fel.

## Rendszerezés
A nembe az alábbi 6 faj tartozik:
- Nannochloropsis gaditana L.M.Lubián, 1982
- Nannochloropsis granulata B.Karlson & D.Potter, 1996
- Nannochloropsis limnetica L.Krienitz, D.Hepperle, H.-B.Stich & W.Weiler, 2000
- Nannochloropsis oceanica Suda & Miyashita, 2002
- Nannochloropsis oculata (Droop) D.J.Hibberd, 1981
- Nannochloropsis salina D.J.Hibberd, 1981

## Fordítás
- Ez a szócikk részben vagy egészben  a   Nannochloropsis című angol Wikipédia-szócikk ezen változatának fordításán alapul.  Az eredeti cikk szerkesztőit annak laptörténete sorolja fel. Ez a jelzés csupán a megfogalmazás eredetét és a szerzői jogokat jelzi, nem szolgál a cikkben szereplő információk forrásmegjelöléseként.